# ساكي (مدينة)
ساكي هي مدينة تقع في شبه جزيرة القرم. وتبقى تحت صراع إقليمي بين روسيا وأوكرانيا، يبلغ عدد سكانها 25146 نسمة وذلك حسب إحصائيات سنة 2014. يبلغ ارتفاع المدينة عن سطح البحر قرابة 10 متر. تبلغ مساحتها 29 كم².
تشهد المنطقة منذ أوائل 2014م أزمة سياسية بعدما قامت القوات المسلحة الروسية ببسط سيطرتها على شبه الجزيرة، واجرت استفتاء من بعده ضمت شبه الجزيرة إلى قوام روسيا الاتحادية والذي اعتبرته اوكرانيا ومعها المجتمع الدولي احتلال وتعدي على سيادة اوكرانيا ووحدة اراضيها.

## معرض صور

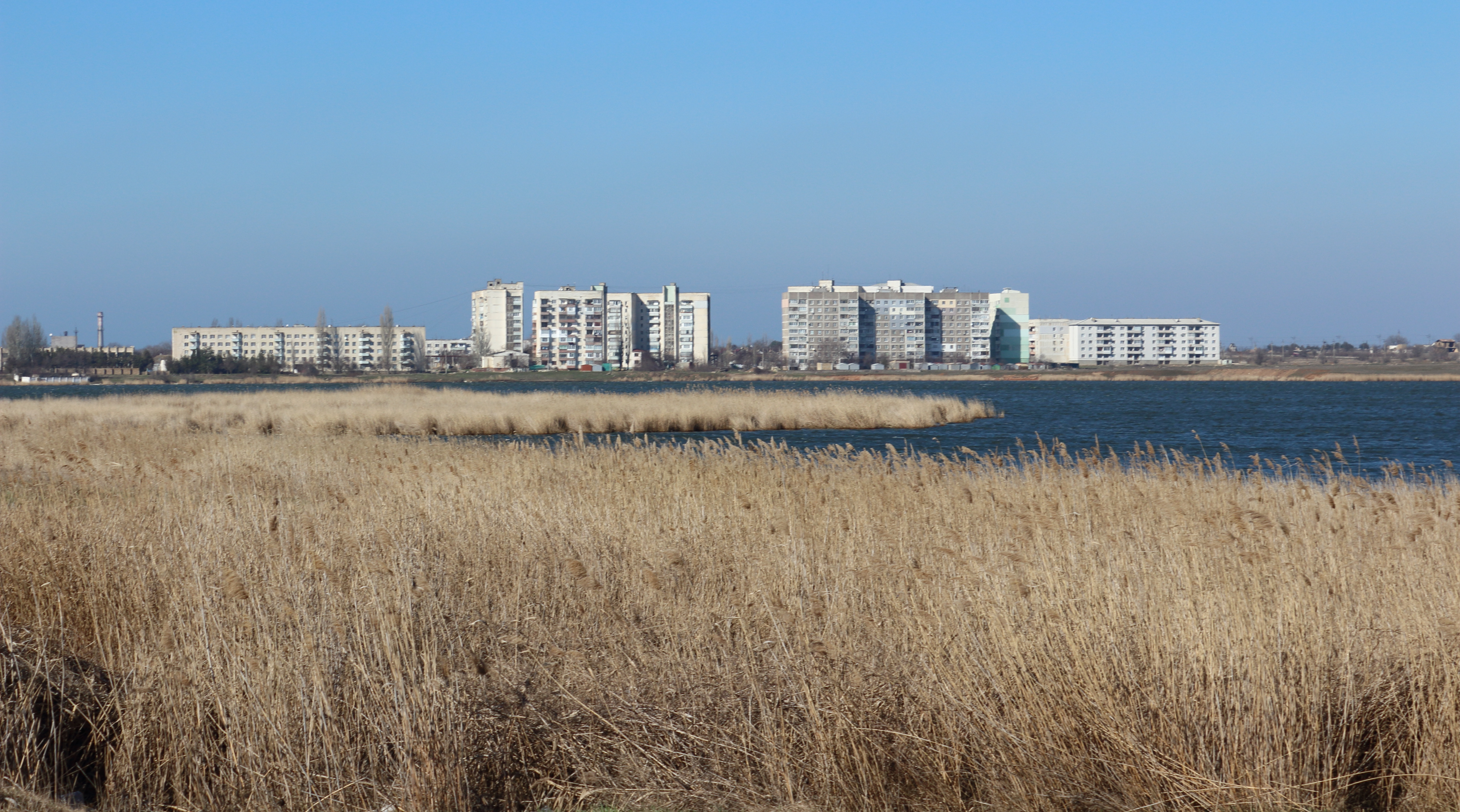
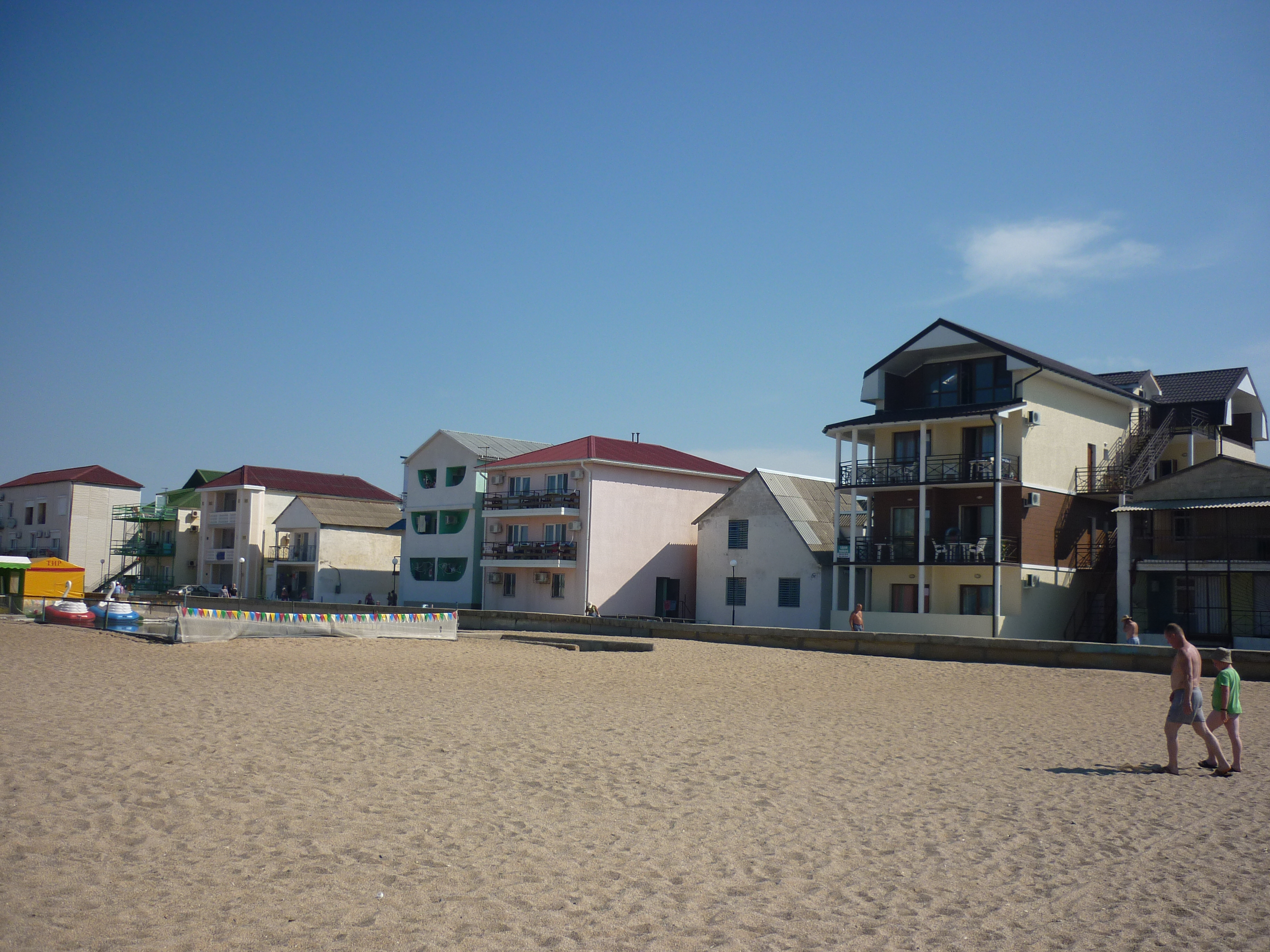
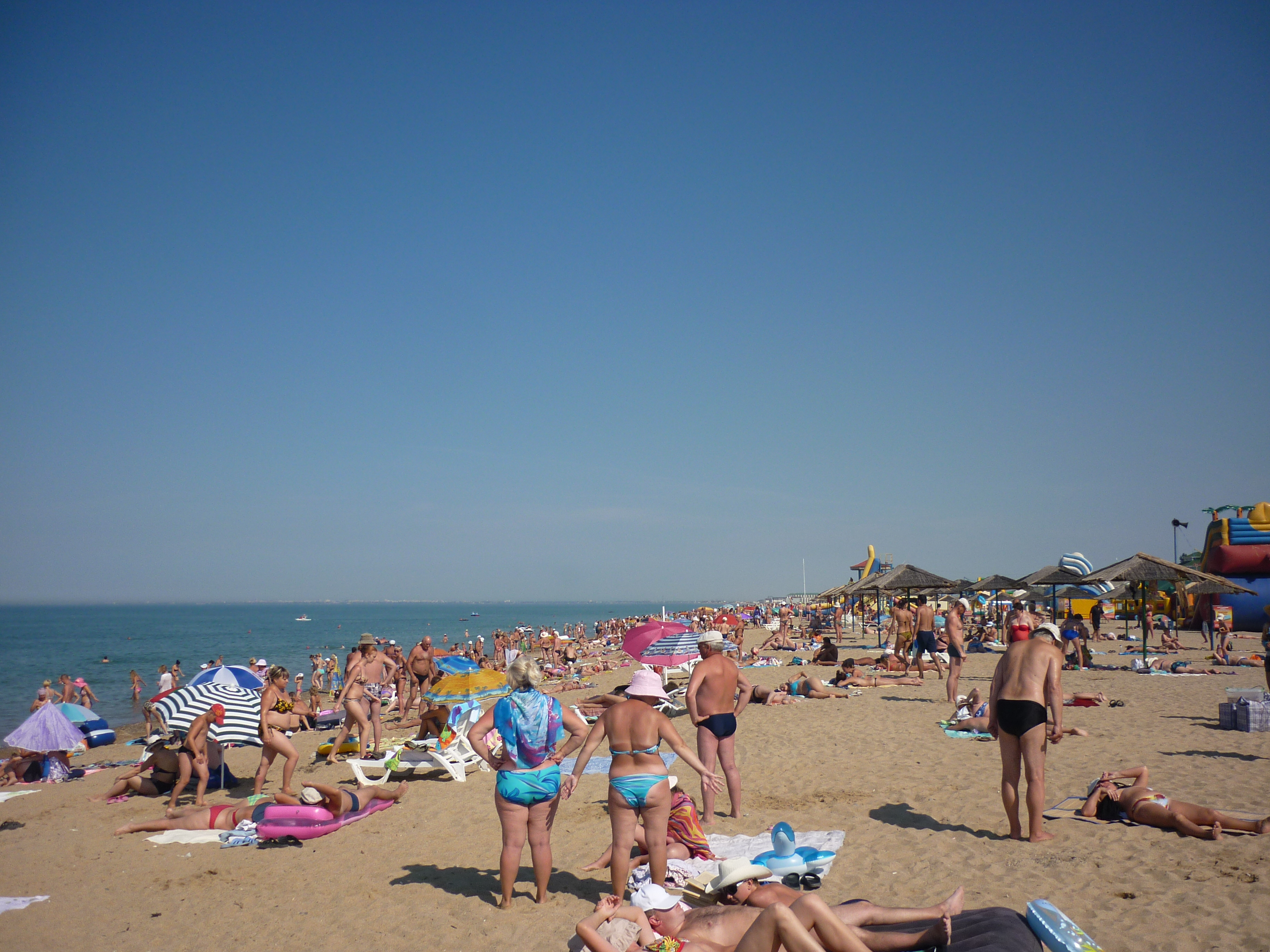

## توأمة
لساكي (مدينة) اتفاقيات توأمة مع:
- دولينا

## أعلام
- ميكولا ماتفيينكو

## مقالات ذات صلة
- ضم الاتحاد الروسي للقرم
- التدخل العسكري الروسي في أوكرانيا
- أوبلاستات أوكرانيا
- جمهورية القرم ذاتية الحكم
- جمهورية القرم